# Zamarada xystra
Zamarada xystra là một loài bướm đêm trong họ Geometridae.